# Kriegsmuseum

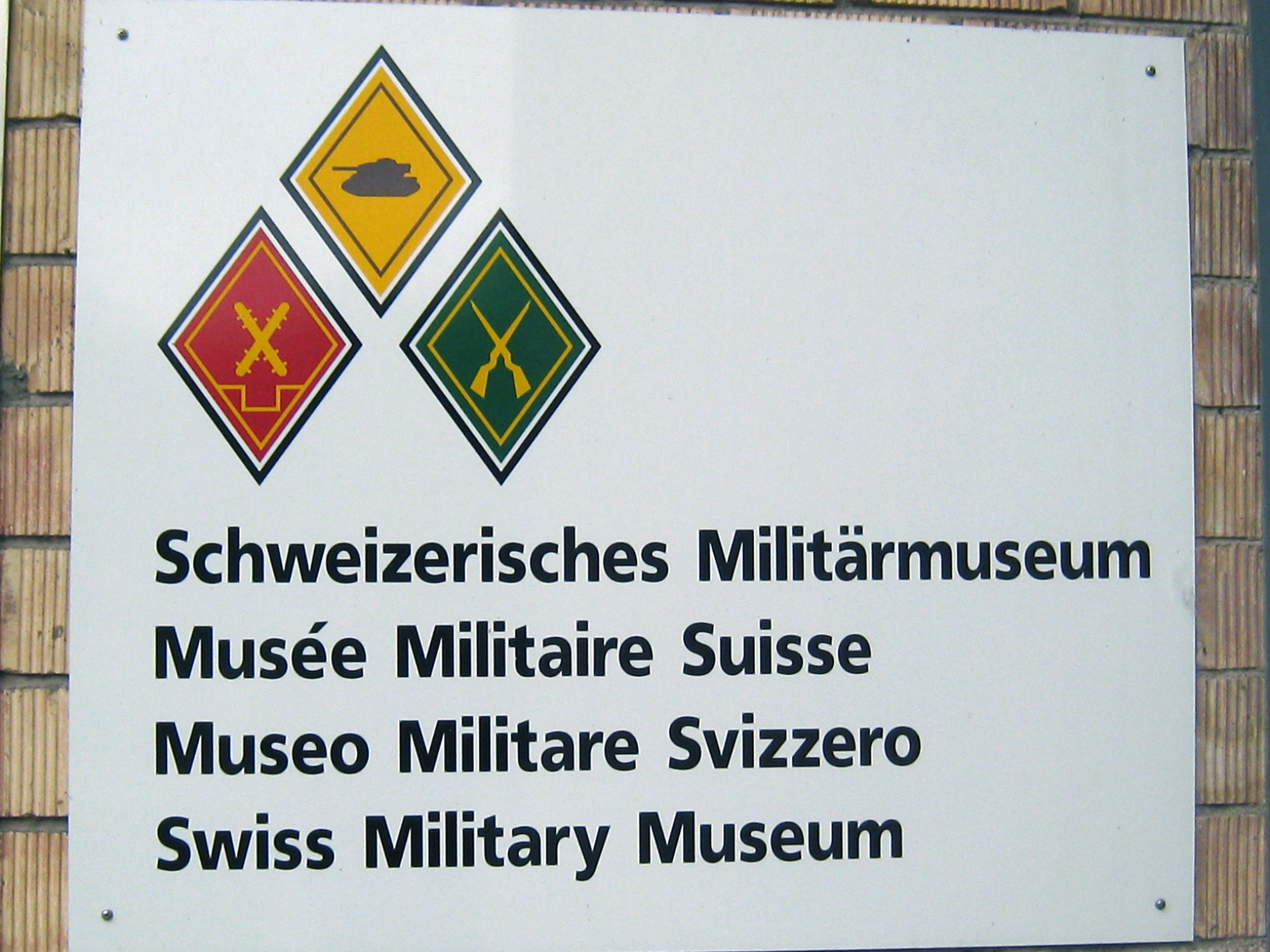
Schweizerisches Militärmuseum Full

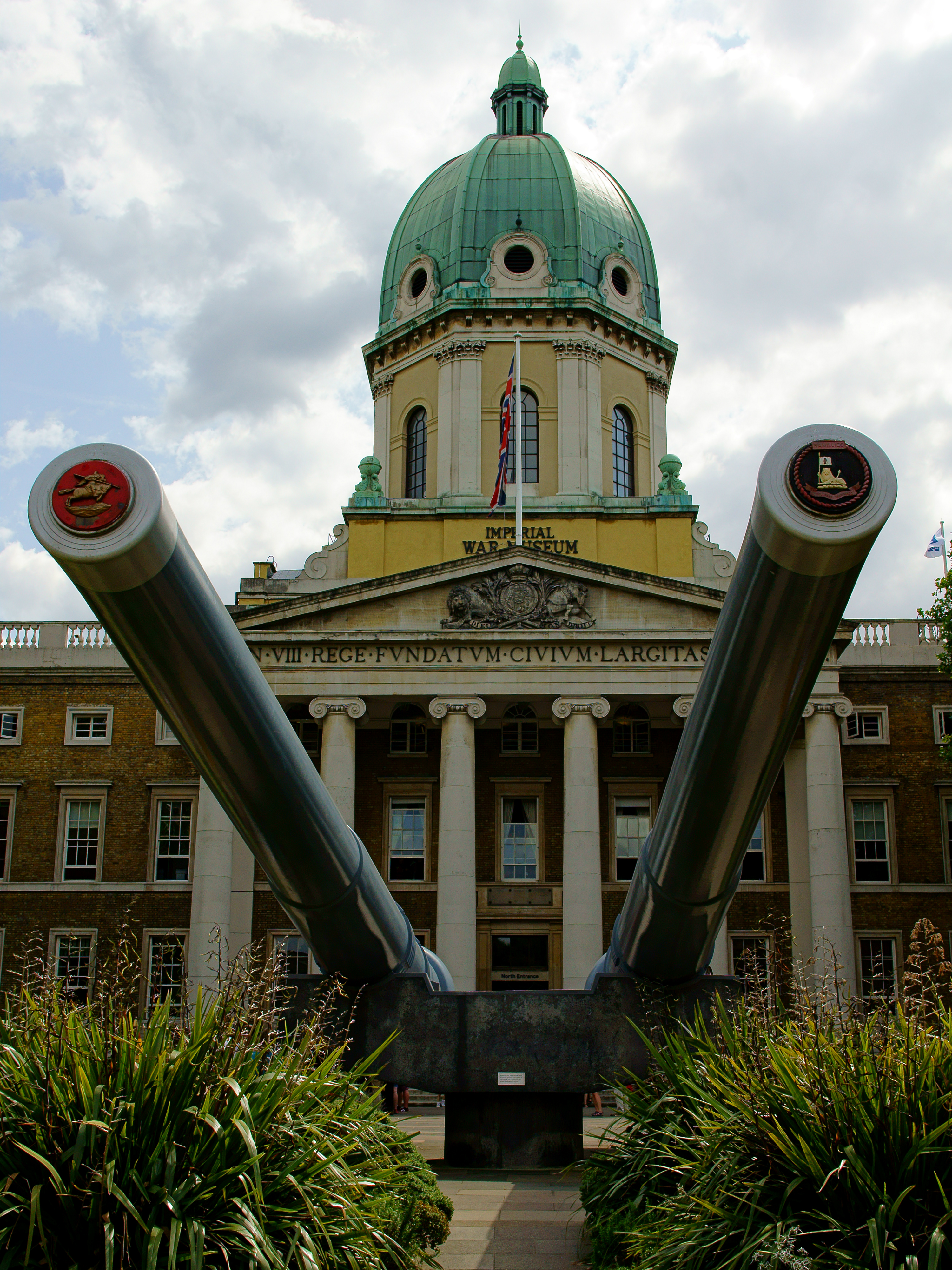
Imperial War Museum in London

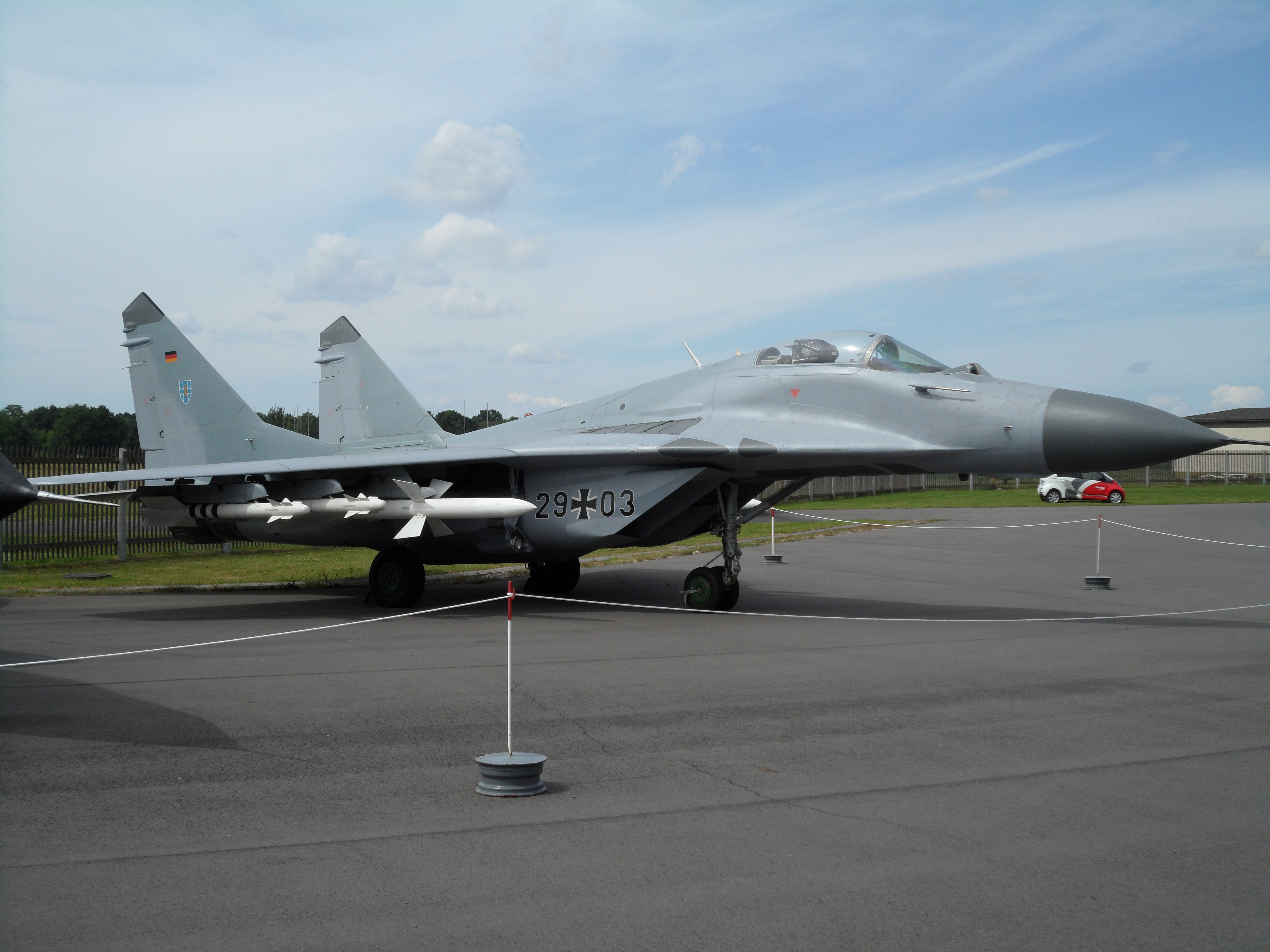
MiG-29 im Militärhistorischen Museum Flugplatz Berlin-Gatow

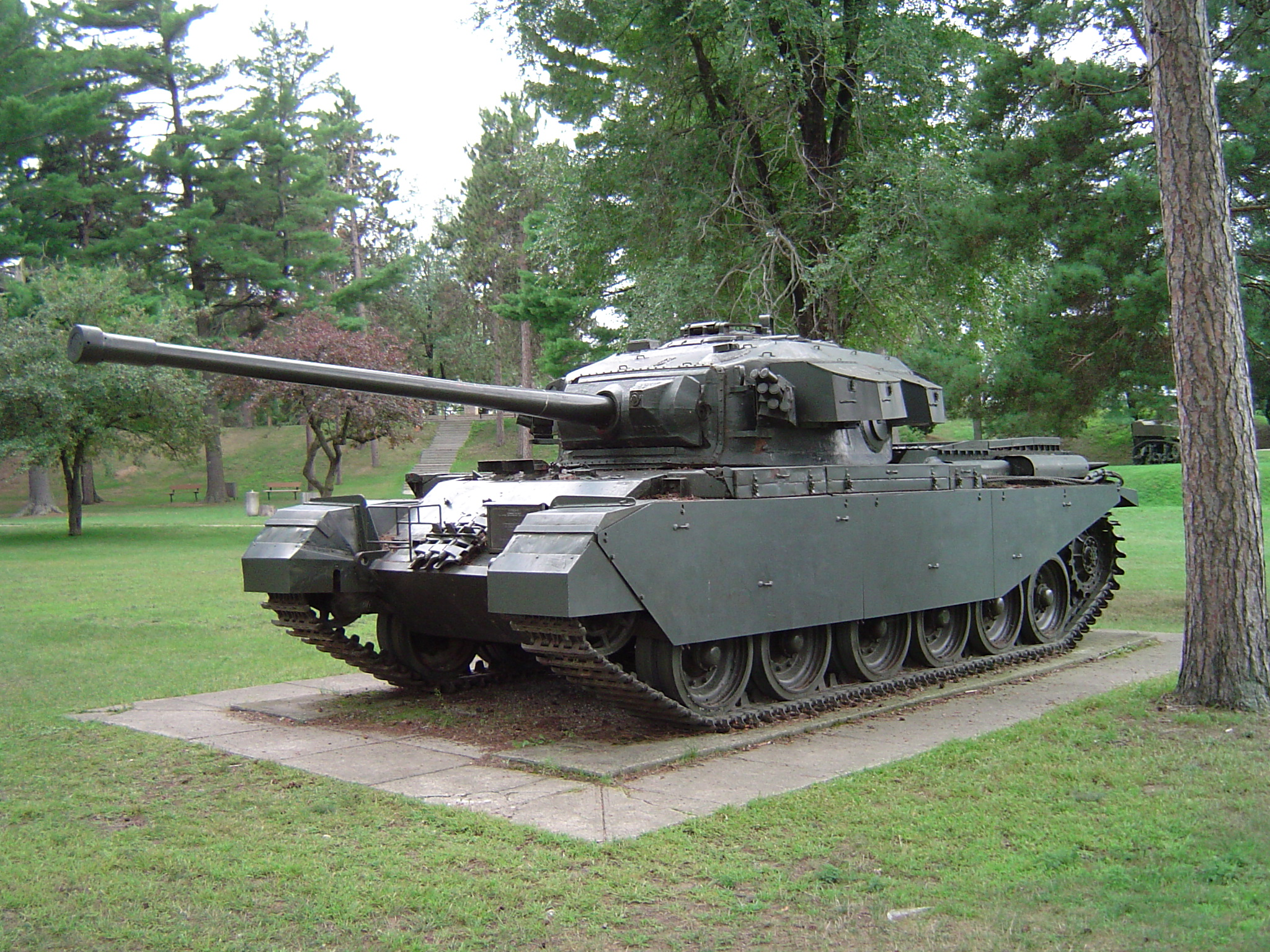
Centurion-Panzer in Kanada

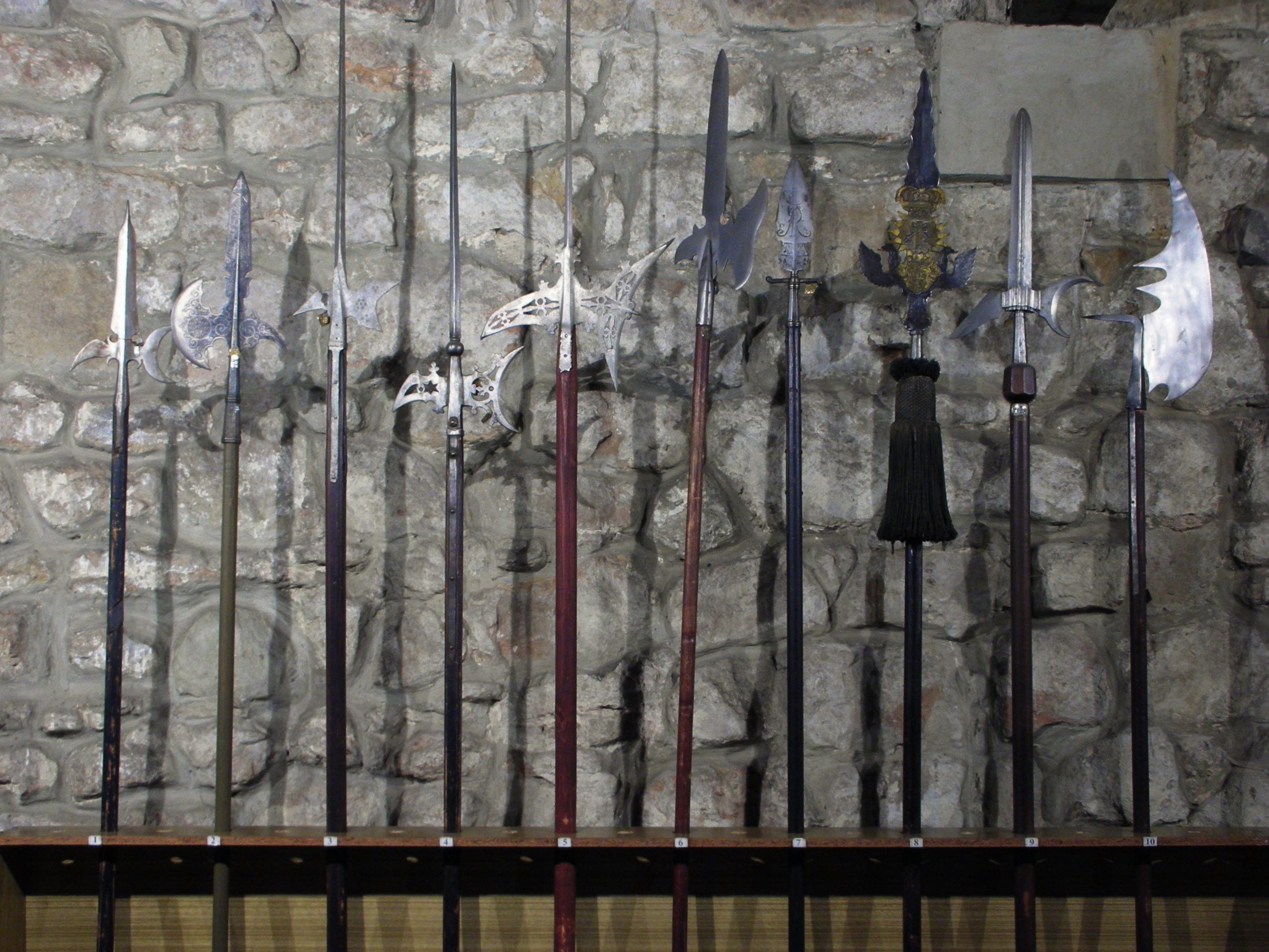
Hellebarden-Ausstellung in Lwiw

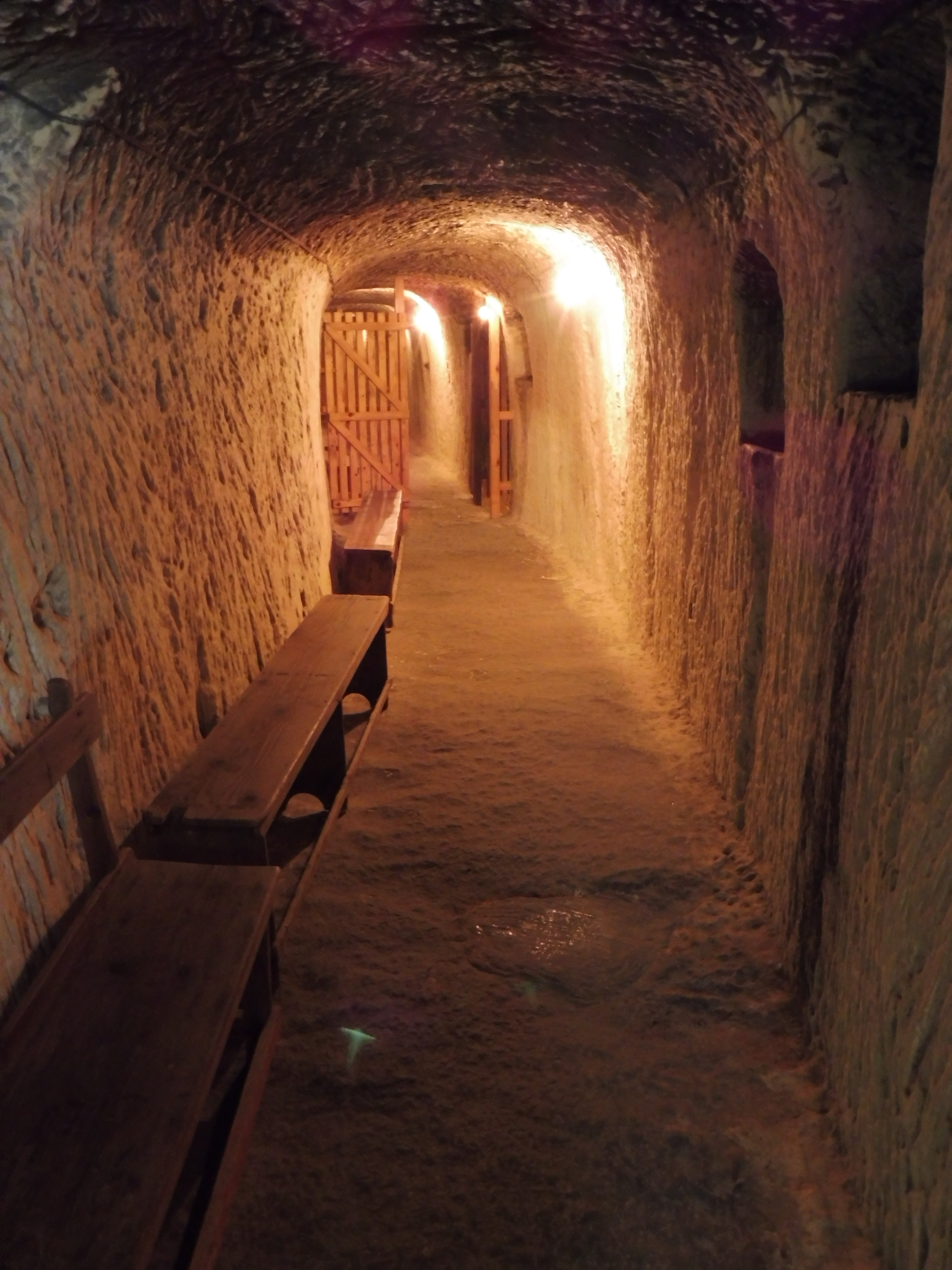
In den Fels gehauener Luftschutzstollen (Malta at War Museum in Vittoriosa)

Ein Kriegsmuseum befasst sich als historisches Museum mit der Geschichte der Kriegführung, meist in bestimmten regionalen oder historischen Bezügen (militärgeschichtliches Museum), oder einzelnen Kriegen oder Schlachten (Kriegsmuseum i. e. S.).

## Begriff
Der in einigen Ländern verwendete Begriff des Kriegsmuseums ist für den deutschen Sprachraum wenig gebräuchlich. Den der Krieg als solches ist ein politisches Ereignis in der Dimension einer militärischen Auseinandersetzung. Gern wird Carl von Clausewitz zitiert, der sich als General in Preußen, Militärtheoretiker und Schriftsteller zu Beginn des 19. Jahrhunderts einen Namen gemacht hat. Sein Zitat: „Der Krieg ist nichts anderes als die Fortsetzung der Politik mit anderen Mitteln.“ hat bis heute Gültigkeit, denn wie er auch schrieb, ist: „Der Krieg ist ein Akt der Gewalt, um den Gegner zur Erfüllung unseres Willens zu zwingen.“.
Die Darstellung eines solchen Ereignis wird also ein militärisches Ereignis der Vergangenheit (Geschichte) darstellen und die zutreffend gewählte Bezeichnung für ein Museum im deutschen Sprachraum ist demnach entweder der Begriff „Militärhistorisches Museum“ oder „Militärgeschichtliches Museum“.
Ergänzend hierzu gibt es im deutschen Sprachraum noch „Wehrtechnische Museen“ oder „Militärtechnische Museen“, welche sich vorwiegend mit Militärtechnik (als Technikmuseum), der Streitkräfte eines Landes oder bestimmten Waffengattungen beziehungsweise Teilstreitkräfte (als kulturhistorisches Museum) beschäftigen.
Da die Begrifflichkeit in anderen Ländern in der Regel in der Sprache des jeweiligen Nationalstaats abgebildet wird, handelt es sich beim Begriff Kriegsmuseum um eine direkte Übersetzung der Museumsnamen aus den jeweils anderen Sprachen.

## Liste von Museen, welche militärische bzw. kriegsbezogene Themen präsentieren (Auswahl)
| Name                                                   | Ort                                            | Land                   | Betreiber                                          |
| ------------------------------------------------------ | ---------------------------------------------- | ---------------------- | -------------------------------------------------- |
| Aalborg Verteidigungs- und Garnisonsmuseum             | Aalborg                                        | Dänemark               | Privatrechtlicher Verein                           |
| Musée du Débarquement                                  | Arromanches-les-Bains                          | Frankreich             |                                                    |
| Kriegsmuseum                                           | Athen                                          | Griechenland           | Hellenische Republik                               |
| Auckland War Memorial Museum                           | Auckland                                       | Neuseeland             | Privatrechtlicher Verein                           |
| Musée Royal de l’Armée                                 | Brüssel                                        | Belgien                | Königreich Belgien                                 |
| Militärhistorisches Museum                             | Budapest                                       | Ungarn                 | Ungarischer Staat                                  |
| Militärmuseum Bukarest                                 | Bukarest                                       | Rumänien               |                                                    |
| Oorlogsmuseum Overloon                                 | Overloon                                       | Niederlande            |                                                    |
| Pritzker Military Museum & Library                     | Chicago                                        | Vereinigte Staaten     | Privatrechtlicher Verein                           |
| National Museum of the United States Air Force         | Dayton                                         | Vereinigte Staaten     | Air Force Materiel Command                         |
| Nationales Museum für Militärgeschichte                | Diekirch                                       | Luxemburg              | Privatrechtlicher Verein                           |
| Militärhistorisches Museum der Bundeswehr              | Dresden                                        | Deutschland            | Bundeswehr                                         |
| Mémorial du Souvenir                                   | Dünkirchen                                     | Frankreich             |                                                    |
| Imperial War Museum Duxford                            | Duxford, East Anglia                           | Vereinigtes Königreich | Imperial War Museum London                         |
| Museo Histórico Militar de Figueres                    | Figueres                                       | Spanien                |                                                    |
| Schweizerisches Militärmuseum Full                     | Full-Reuenthal                                 | Schweiz                | Privatrechtlicher Verein                           |
| Militärhistorisches Museum Flugplatz Berlin-Gatow      | Berlin-Gatow                                   | Deutschland            | Bundeswehr                                         |
| Kriegsmuseum                                           | Helsinki                                       | Finnland               | Finnische Streitkräfte                             |
| Bayerisches Armeemuseum                                | Ingolstadt                                     | Deutschland            | Freistaat Bayern                                   |
| Kobarid-Museum                                         | Kobarid                                        | Slowenien              | Gemeinnützige GmbH                                 |
| Wehrtechnische Studiensammlung Koblenz                 | Koblenz                                        | Deutschland            | Bundeswehr                                         |
| Panzermuseum Kubinka                                   | Kubinka                                        | Russland               | Verteidigungsministerium der Russischen Föderation |
| Museu Militar de Lisboa                                | Lissabon                                       | Portugal               | Portugiesische Streitkräfte                        |
| Militärmuseum Peking                                   | Peking                                         | Volksrepublik China    | Volksrepublik China                                |
| Imperial War Museum                                    | London                                         | Vereinigtes Königreich | Privatrechtlicher Verein, staatlich unterstützt    |
| Zentralmuseum der russischen Streitkräfte              | Moskau                                         | Russland               | Verteidigungsministerium der Russischen Föderation |
| Deutsches Panzermuseum Munster                         | Munster                                        | Deutschland            | Bundeswehr in Kooperation mit der Stadt Munster    |
| Kriegsmuseum                                           | Narvik                                         | Norwegen               | Stiftung Narviksenteret                            |
| National World War I Museum                            | Kansas City, Missouri                          | Vereinigte Staaten     |                                                    |
| National World War II Museum                           | New Orleans, Louisiana                         | Vereinigte Staaten     | Privatrechtlicher Verein                           |
| Garnisonmuseum Nürnberg                                | Nürnberg                                       | Deutschland            | Förderverein Garnisonmuseum Nürnberg e. V.         |
| Forsvarsmuseet                                         | Oslo                                           | Norwegen               | Norwegen                                           |
| Canadian War Museum                                    | Ottawa                                         | Kanada                 | Privatrechtlicher Verein                           |
| Musée de l’Armée im Hôtel des Invalides                | Paris                                          | Frankreich             | Französische Republik                              |
| Historial de la Grande Guerre                          | Péronne                                        | Frankreich             | Privatrechtlicher Verein                           |
| Wehrgeschichtliches Museum Rastatt                     | Rastatt                                        | Deutschland            | Land Baden-Württemberg                             |
| Museo Storico Italiano della Guerra                    | Rovereto                                       | Italien                | Privatrechtlicher Verein                           |
| Bulgarisches Nationales Militärgeschichtliches Museum  | Sofia                                          | Bulgarien              |                                                    |
| Museum Stammheim                                       | Stammheim am Main                              | Deutschland            | Verein Militärgeschichte Franken e. V.             |
| Militärgeschichtliche Sammlung Standort Stetten a.k.M. | Stetten am kalten Markt, Landkreis Sigmaringen | Deutschland            | Privatrechtlicher Verein                           |
| Armémuseum                                             | Stockholm                                      | Schweden               | Schwedische Streitkräfte                           |
| Museum für Zivil- und Wehrtechnik                      | Uffenheim                                      | Deutschland            | Privatrechtlicher Verein                           |
| Imperial War Museum North                              | Trafford, Greater Manchester                   | Vereinigtes Königreich | Imperial War Museum                                |
| National War Museum                                    | Valletta                                       | Malta                  | Heritage Malta                                     |
| Palace Armoury                                         | Valletta                                       | Malta                  | Heritage Malta                                     |
| Estnisches Kriegsmuseum                                | Viimsi                                         | Estland                | Estnische Verteidigungsstreitkräfte                |
| Malta at War Museum                                    | Vittoriosa                                     | Malta                  | Fondazzjoni Wirt Artna                             |
| Muzeum Wojska Polskiego                                | Warschau                                       | Polen                  | Polnische Streitkräfte                             |
| Heeresgeschichtliches Museum                           | Wien                                           | Österreich             | Republik Österreich (BMLVS)                        |
| In Flanders Fields Museum                              | Ypern                                          | Belgien                | Stadt Ypern                                        |